# Piotr Walerych
Piotr Rafał Walerych (* 22. Mai 1958 in Stettin) ist ein polnischer Politiker (ZChN, Akcja Polska, ROP, RKN, AWS). Er war von 1991 bis 1993 Mitglied des Sejm in der I. Wahlperiode.

## Leben und Beruf
Piotr Walerych schloss 1981 ein Studium an der Adam-Mickiewicz-Universität Posen ab. Er arbeitete anschließend als Geschichts- und Sozialkundelehrer. Später war er Mitarbeiter der Lokalverwaltung, der Zollinspektion und in der Privatwirtschaft. Von 2000 bis 2002 leitete er die Posener Niederlassung des Pressevertriebs Ruch. 2007 wurde er Berater beim Logistikunternehmen Paliw Płynnych. 2016 wurde er Vorstandsmitglied beim Reifenhersteller Stomil-Poznań. Der SLD-Abgeordnete Wiesław Szczepański kritisierte daraufhin, Walerych habe diese Position lediglich aufgrund seiner Kontakte zu Antoni Macierewicz erhalten.

## Politik
Piotr Walerych trat 1980 der unabhängigen Gewerkschaft Solidarność bei und engagierte sich auch in der antikommunistischen Jugendorganisation Ruch Młodej Polski. Nach Ausrufung des Kriegsrechts war er vom 13. Dezember 1981 bis zum 2. Juli 1982 interniert.
Walerych gehörte von 1989 an der Zjednoczenie Chrześcijańsko-Narodowe (ZChN) an. Er wurde bei der ersten völlig freien Parlamentswahl 1991 auf der Liste des Wahlbündnisses Wyborcza Akcja Katolicka für die ZChN in den Sejm gewählt. 1992 war er Berater von Innenminister Antoni Macierewicz. Nach Macierewiczs Entlassung trat Walerych aus der ZChN aus und gründete mit ihm und Mariusz Marasek die Akcja Polska, deren parlamentarischer Gruppe er bis zum Ende der Wahlperiode angehörte. Er gehörte dem Hauptvorstand der Akcja Polska an. Später trat er Jan Olszewskis Ruch Odbudowy Polski (ROP) bei, der er bis 1997 angehörte. Für die ROP kandidierte er bei der Parlamentswahl 1997, erreichte aber kein Mandat. Von 1998 bis 2000 war er Mitglied der Ruch Katolicko-Narodowy (RKN). Für die RKN wurde er bei den Selbstverwaltungswahlen 1998 im Rahmen des Wahlbündnisses Akcja Wyborcza Solidarność für eine Wahlperiode in den Sejmik der Woiwodschaft Großpolen gewählt. Später schloss er sich der kommunalpolitischen Vereinigung Chrześcijański Ruch Samorządowy an, in deren Vorstand er saß.
Walerych blieb stets ein enger politischer Mitarbeiter von Antoni Macierewicz. Er war von 2006 bis 2008 Mitglied der Überprüfungskommission für den aufgelösten Geheimdienst Wojskowe Służby Informacyjne.

## Ehrungen
- 2008 Ritterkreuz des Ordens Polonia Restituta[5]
- 2018 Krzyż Wolności i Solidarności[6]